# Attentat de Damas du 13 octobre 2022
L'Attentat de Damas du 13 octobre 2022 s'est déroulé près de Sabboura à Damas. L'attaque fait au moins 18 morts et une trentaine de blessées. Le bilan de l'attaque est susceptible d'être plus lourd que celui annoncé par le régime syrien. En 2021, 14 soldats sont également tués avec le même procédé à Damas.

## Contexte
Alors que le régime syrien a repris le contrôle de la majorité du pays, grâce à l'intervention de la Russie et de l'Iran, mais aussi celle de la coalition internationale qui a permis de faire reculer l'État islamique, certaines parties du territoire syrien ne sont toujours pas sous son contrôle.
Parallèlement, l'État islamique continue sa montée en puissance dans la badiya ou encore dans les territoires tenus par les Forces démocratiques syriennes.
Le groupe djihadiste a procédé depuis 2017 à un basculement de doctrine pour revenir à une logique insurrectionnelle. En juin 2022, 13 militaires syriens sont tués par l'EI dans une attaque contre un bus, dans la province de Raqqa.
En mars 2022, quinze soldats sont également tués dans la badiya. Le bilan des embuscades de l'EI contre l'Armée arabe syrienne est rarement rendu public par le gouvernement, mais des sources sérieuses[Lesquelles ?] font état de plusieurs dizaines de morts et de disparus chaque mois,.

## Déroulement
Le 13 octobre 2022, un bus transportant du personnel de l'armée syrienne, dans le village d'Al-Sabboura (en), dans le gouvernorat de Rif Dimachq, en Syrie, explose avec un engin piégé. L'explosion tue au moins 18 militaires syriens et en blesse 27 autres,. L'attaque est celle la plus meurtrière près de la capitale syrienne, Damas, depuis une attaque similaire en 2021,.
Selon l'Observatoire syrien des droits de l'homme (OSDH), l'attentat s'est produit au niveau de la localité de Sabboura, à l'ouest de la capitale syrienne, sur la route reliant Damas à Beyrouth.
Selon un responsable syrien : « Un car de militaires a été visé près de Damas par un attentat terroriste au moyen d'une bombe placée dans le véhicule ». L'État islamique est fortement suspecté d'être à l'origine de l'attaque.
Aucun groupe n'a immédiatement revendiqué la responsabilité.